# Rio Guamá
O rio Guamá é um curso de água localizado no nordeste do estado do Pará, Brasil. Sua bacia hidrográfica drena uma área de 87.389,54 km². A navegabilidade é viável nos últimos 160 km do rio, do município de são Miguel do Guamá à sua foz no rio Pará, já próximo à baía do Guajará. Entre seus afluentes, destacam-se os rios Acará, Capim e Moju.
No rio Guamá costuma ocorrer o fenômeno da pororoca. Na sua margem direita se situa os campus principal da Universidade Federal do Pará e Universidade Federal Rural da Amazônia, à altura de Belém.
Cerca de 75% da água consumida em Belém vem deste rio, que recebe 11 córregos contaminados pelo descarte irregular de dejetos urbanos, já que somente 4,5% da rede domiciliar da capital paraense está conectada à rede coletora.